# Cynanchum maximoviczii
Cynanchum maximoviczii là một loài thực vật có hoa trong họ La bố ma. Loài này được Pobed. mô tả khoa học đầu tiên năm 1952.

## Hình ảnh

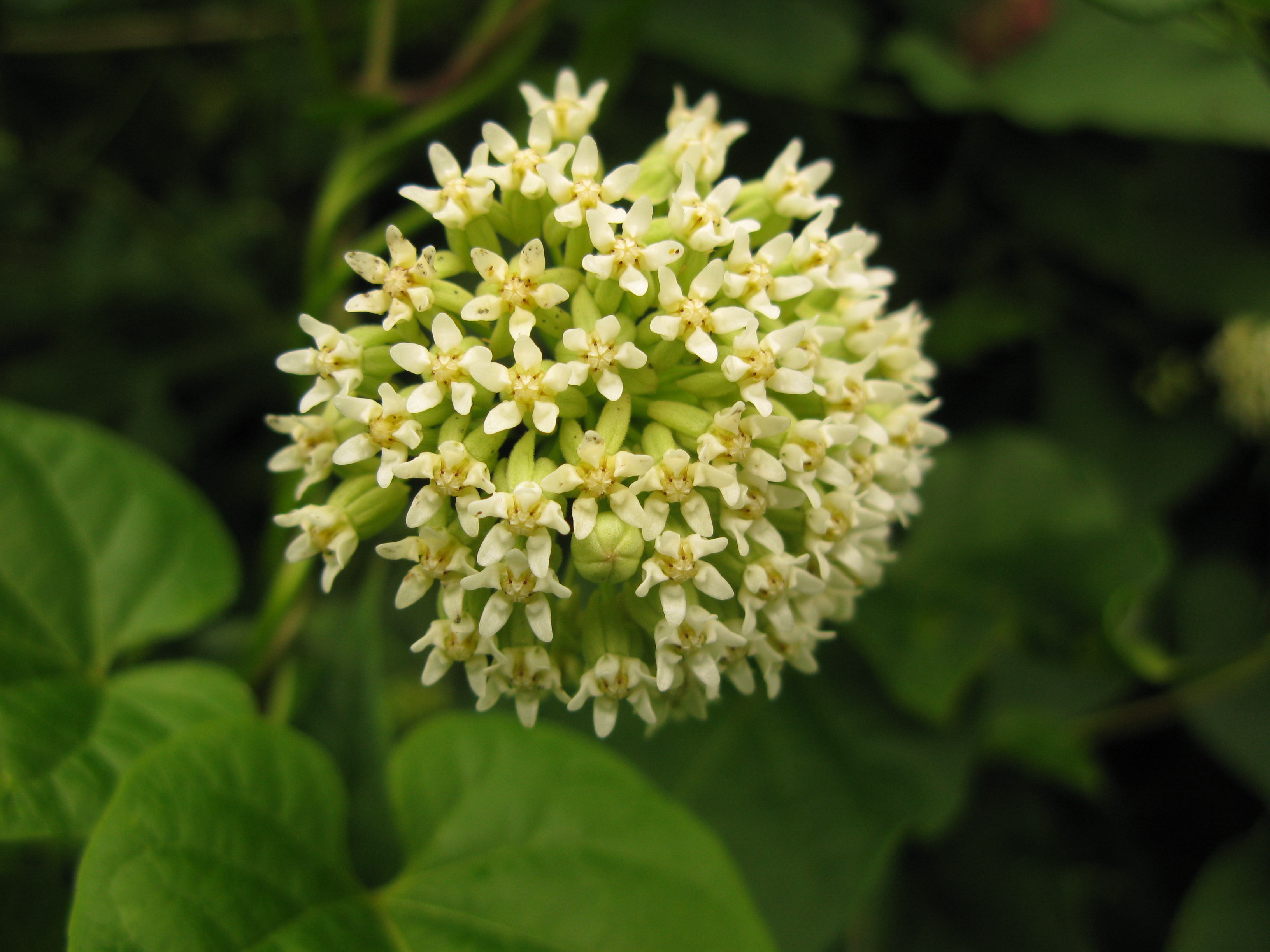
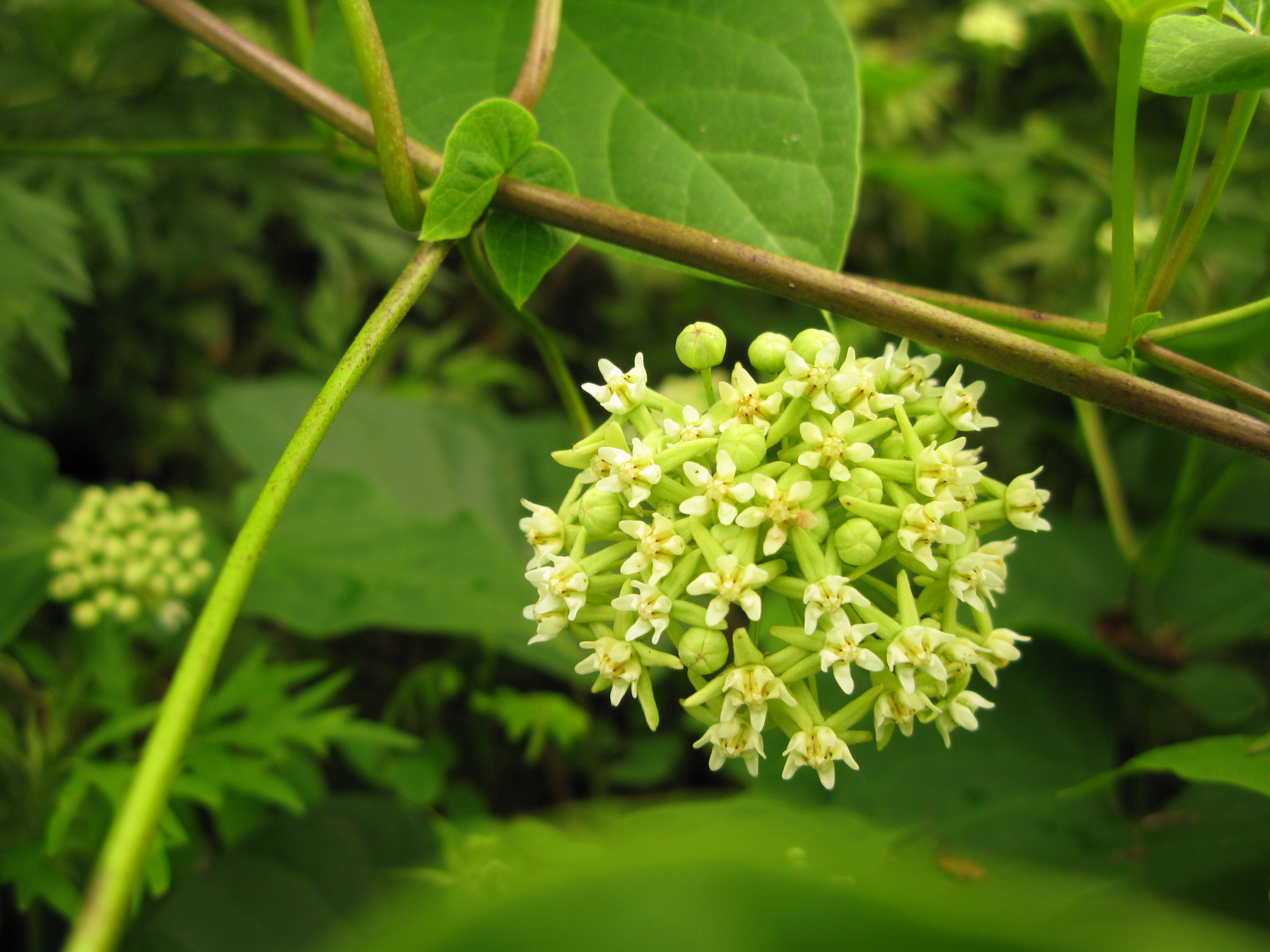